# Мужчине живётся трудно. Фильм 21: Торадзиро шагает по своему пути
«Мужчине живётся трудно. Фильм 21: Торадзиро шагает по своему пути» (яп. 男はつらいよ　寅次郎わが道をゆく, Отоко-ва цурай ё: торадзиро вага мити-о юку; англ. Stage-struck Tora-san (Tora-san 21) — японская комедия режиссёра Ёдзи Ямады, вышедшая на экраны в 1978 году. 21-й фильм популярного в Японии киносериала о комичных злоключениях незадачливого чудака Торадзиро Курума, или по-простому Тора-сана. По результатам проката фильм посмотрели 1 млн. 897 тыс. японских зрителей.

## Сюжет
На этот раз странствующий торговец вразнос Тора-сан возвращается домой, чтобы проведать заболевшего дядю Тацудзо, но ненадолго. Непосредственно после его прибытия, он вступает в конфликт с Умэтаро, боссом Хироси (зять Тора-сана) и снова уходит прочь. Он направляется в небольшой город под Нагасаки, где находит «приятеля» Томэкити, который видит в Тора-сане как бы своего наставника. Довольно толстый, томящийся от любви Томэкити обращается к Тора-сану за советами в сердечных вопросах. Между тем, оказавшийся на мели Тора-сан не может оплатить счёт за ночлег в гостиничном номере.
Он вынужден вновь возвратиться домой в Сибамату, один из беднейших районов Токио, только для того, чтобы его младшая сестра Сакура выручила деньгами для уплаты за гостиницу. Сакура даёт ему деньги, но теперь он вынужден остаться для того, чтобы отработать долг в их семейном магазине сладостей. Позже он влюбляется в эффектную актрису Нанако, старую подругу его сестры, а теперь она звезда, хотя и стареющая, в Shochiku Girls Opera Company («Сётику Кагэкидан» или SKD), своего рода японский The Rockettes (нью-йоркский женский танцевальный коллектив). Влюблённый Торадзиро посетил её шоу и был в крайнем восторге от предмета своей любви. Он восклицает: «Это было настолько великолепно, что заставило меня плакать!». Навестивший его в Токио Томэкити тоже подсел на это шоу, и они вдвоём с Торадзиро теперь ежедневно посещают театр. Томэкити аналогично влюбляется в одну из артисток.

## В ролях
- Киёси Ацуми — Торадзиро Курума (или Тора-сан)
- Тиэко Байсё — Сакура, сестра Торадзиро
- Нана Киноми — Нанако Бэни
- Тэцуя Такэда — Томэкити Гото
- Масами Симодзё — Тацудзо Курума, дядя Тора-сана
- Тиэко Мисаки — Цунэ Курума, тётя Тора-сана
- Гин Маэда — Хироси, муж Сакуры
- Хаято Накамура — Мицуо Сува, сын Сакуры и Хироси, племянник Тора-сана
- Хисао Дадзай — Умэтаро, босс Хироси
- Гадзиро Сато — Гэнко
- Тисю Рю — Годзэн-сама, буддистский священник
- Синобу Адзуса — Синобу Фудзи
- Мари Окамото — Харуко

## Премьеры
- — национальная премьера фильма состоялась 5 августа 1978 года в Токио[1].

## Награды и номинации
Премия Японской киноакадемии
- 2-я церемония вручения премии (1979)[3]

Номинации:
- лучший режиссёр — Ёдзи Ямада (ex aequo: «Мужчине живётся трудно. Фильм 22: Слухи о Торадзиро»)
- лучший актёр — Киёси Ацуми (ex aequo: «Мужчине живётся трудно. Фильм 22: Слухи о Торадзиро»)

- Премия журнала «Кинэма Дзюмпо» (1979)

- Фильм выдвигался на премию «Кинэма Дзюмпо» в номинации за лучший фильм 1978 года, однако по результатам голосования занял лишь 12-е место.

## Комментарии
1. ↑  Это та же самая труппа, звезда которой покорила сердце Марлона Брандо в фильме «Сайонара».